# Тетянин день (пісня)
«Тетя́нин день» (рос. «Татьянин день») — пісня російського композитора Юрія Саульського на слова російського поета Наума Олєва.
Серед найвідоміших виконавців пісні співаки Сергій Захаров, Лев Лещенко, Володимир Попков, Леонід Серебренников, співачка Марія Лукач, а також дует — Тетяна Рузавіна та Сергій Таюшев (характерно, що імена виконавців збігаються з іменами героїв пісні).
Пісня має конкретну прив'язку до дати — 25 січня, на яке припадає Тетянин день, а також перший день зимових студентських канікул.
Газети «Московский комсомолец» і «Комсомольская правда» розповіли читачам дві різні версії написання пісні.